# Norske folkeviser og folkedanse opus 33
Norske folkeviser og folkedanse opus 33 (Ny samling) is een verzameling composities van Agathe Backer-Grøndahl. Na Norske folkeviser og folkedanse opus 30 is dit een tweede map bewerkingen van Noorse volkswijsjes en –dansen. De “map” werd op 6 december 1894 uitgegeven door Warmuth Musikforlag (nr. 2023), tegelijk met de volgende set opus 34.
De acht volkswijsjes zijn:
1. Halling in allegro in D majeur in 2/4-maatsoort
2. Springdans uit Varnæs sogn in allegretto in G majeur en 3/4-maatsoort
3. Laat i fjellet in tranquillo in D majeur in 3/4-maatsoort
4. Ulabrands yndlingshalling in allegro in D majeur in 2/4-maatsoort
5. Baantetul, vuggevise uit Haukelifjeld in tranquillo in G majeur in 2/4-maatsoort
6. Springdans uit Vinje in allegretto in D majeur in 3/4-maatsoort
7. Mit belte uit Sillefjord in moderato ed espressivo in D majeur in 2/4-maatsoort
8. Bruralaat (Bryllupsmarsch) uit Valdres in moderato maestoso in G majeur in 4/4-maatsoort

Nummer zeven uit de reeks kan eventueel ook gezongen worden; de tekst werd mede afgedrukt. 
Hildur Andersen, aan wie de verzameling is opgedragen, was een collegapianiste van de componist. Zij had twee volkswijsjes uit de eerste verzameling uitgevoerd tijdens een van haar concerten in 1893.  